# Сен-Мартен-де-Бьенфет-ла-Крессоньер
Сен-Марте́н-де-Бьенфе́т-ла-Крессонье́р (фр. Saint-Martin-de-Bienfaite-la-Cressonnière) — коммуна во Франции, находится в регионе Нижняя Нормандия. Департамент коммуны — Кальвадос. Входит в состав кантона Орбек. Округ коммуны — Лизьё.
Код INSEE коммуны — 14621.

## Население
Население коммуны на 2010 год составляло 506 человек.
| 1962 | 1968 | 1975 | 1982 | 1990 | 1999 | 2010 |
| ---- | ---- | ---- | ---- | ---- | ---- | ---- |
| 559  | 514  | 518  | 594  | 477  | 443  | 506  |

## Экономика
В 2010 году среди 286 человек трудоспособного возраста (15—64 лет) 195 были экономически активными, 91 — неактивными (показатель активности — 68,2 %, в 1999 году было 65,7 %). Из 195 активных жителей работали 168 человек (97 мужчин и 71 женщина), безработных было 27 (11 мужчин и 16 женщин). Среди 91 неактивных 19 человек были учениками или студентами, 42 — пенсионерами, 30 были неактивными по другим причинам.